# 独立混成第1旅団
独立混成第1旅団（どくりつこんせいだいいちりょだん）は、大日本帝国陸軍の独立混成旅団の一つ。1934年（昭和9年）と、1939年（昭和14年）に編成された。

## 第一次編成
第一次編成の独立混成第1旅団は大日本帝国陸軍初の諸兵科連合の機械化部隊であり、小型機甲師団ともいうべき部隊である。1934年（昭和9年）3月17日に編成され、関東軍に属し公主嶺に司令部を置いた。
1936年（昭和11年）3月に、渋谷安秋大佐の指揮する渋谷支隊（歩兵1個大隊・戦車1個中隊基幹）を出動させ、タウラン事件を戦った。関東軍、外蒙軍共に航空機と装甲車部隊を繰り出して激戦が続いたが、渋谷支隊が外蒙軍の装甲部隊に包囲され、戦死13名、捕虜1名、軽装甲車2両、自動貨車のほとんどが損傷を受けるなど被害を被る。渋谷大佐は損害を出した責任を問われ、予備役に編入となった。
1937年（昭和12年）7月7日に盧溝橋事件が発生すると旅団は支那駐屯軍に編入され華北に出動、戦車第3大隊を満州に残し7月13日に公主嶺を出発し7月17日北平に到着、通州事件後の通州の警備にあたるなどした。しかし8月16日には関東軍に復帰、張家口方面に転用され察哈爾派遣兵団（俗に「東條兵団」と言われる）に編入、チャハル作戦とそれに続く太原攻略戦（山西作戦）に参戦した。
だが上級司令部である東條兵団が独立混成第1旅団を分散させ、他部隊の支援にあてた。旅団の歩兵、戦車、砲兵、工兵を、大同攻略のために尖兵として派遣された堤支隊の増援として分派した。結果、旅団長は、わずか工兵1個小隊を握ったままで、張北に残されるありさまであり、旅団の将兵は「張北バラバラ事件」と陰口をたたいたと言う。ばらばらにして使ったため旅団の特徴を活かせず、また、兵団長である関東軍参謀長東條英機中将と旅団長酒井鎬次中将の兵術思想の違いもあって、評判は芳しくなかった。
そして、1938年（昭和13年）8月12日に旅団は廃止に追い込まれ戦車部隊は第1戦車団に改編、さらに1942年（昭和17年）6月には戦車第1師団に改編された。

### 歴代旅団長
- 藤田進 少将：1934年（昭和9年）4月28日 - 1936年（昭和11年）3月7日
- 篠塚義男 少将：1936年（昭和11年）3月7日 - 1937年（昭和12年）3月1日
- 酒井鎬次 少将：1937年（昭和12年）3月1日 - 1938年（昭和13年）3月1日
- 安岡正臣 中将：1938年（昭和13年）3月1日 - 廃止

### 旅団の編成
| 独立歩兵第1連隊 （人員：2590、車両：297）  | 第1大隊        | 3個中隊、機関銃中隊（九二式重機関銃） |
| 独立歩兵第1連隊 （人員：2590、車両：297）  | 第2大隊        | 3個中隊、機関銃中隊（九二式重機関銃） |
| 独立歩兵第1連隊 （人員：2590、車両：297）  | 第3大隊        | 3個中隊、機関銃中隊（九二式重機関銃） |
| 独立歩兵第1連隊 （人員：2590、車両：297）  | 歩兵砲中隊     | 九二式歩兵砲×4                        |
| 独立歩兵第1連隊 （人員：2590、車両：297）  | 速射砲中隊     | 九四式三十七粍砲×6                    |
| 独立歩兵第1連隊 （人員：2590、車両：297）  | 軽装甲車中隊   | 九四式軽装甲車×17                     |
| 戦車第3大隊 （人員：376、車両：92）        | 第1中隊        | 八九式中戦車×13、九四式軽装甲車×7     |
| 戦車第3大隊 （人員：376、車両：92）        | 第2中隊        | 八九式中戦車×13、九四式軽装甲車×7     |
| 戦車第3大隊 （人員：376、車両：92）        | 材料廠         |                                       |
| 戦車第4大隊 （人員：856、車両：192）       | 第1中隊        | 八九式中戦車×15、九四式軽装甲車×7     |
| 戦車第4大隊 （人員：856、車両：192）       | 第2中隊        | 八九式中戦車×15、九四式軽装甲車×7     |
| 戦車第4大隊 （人員：856、車両：192）       | 第3中隊        | 八九式中戦車×15、九四式軽装甲車×7     |
| 戦車第4大隊 （人員：856、車両：192）       | 軽装甲車中隊   | 九四式軽装甲車×20                     |
| 戦車第4大隊 （人員：856、車両：192）       | 装甲自動車中隊 | 九二式装甲自動車×17                   |
| 戦車第4大隊 （人員：856、車両：192）       | 材料廠         |                                       |
| 独立野砲兵第1大隊 （人員：667、車両：130） | 第1中隊        | 九〇式野砲×4                          |
| 独立野砲兵第1大隊 （人員：667、車両：130） | 第2中隊        | 九〇式野砲×4                          |
| 独立野砲兵第1大隊 （人員：667、車両：130） | 第3中隊        | 九〇式野砲×4                          |
| 独立工兵第1中隊                            |                | 人員：194、車両：16                   |

旅団合計、人員：4,750名、車両：744両（人員、車両数は定数）

## 第二次編成
第二次編成の独立混成第1旅団は、復員した第109師団の残置要員を基幹に、1939年（昭和14年）7月22日に華北で編成された。北支那方面軍直属部隊として河北方面の警備と治安維持を担当、邯鄲で終戦を迎えた。

### 歴代旅団長
- 谷口呉朗 少将：1939年（昭和14年）9月1日 - 1941年（昭和16年）3月1日
- 鈴木貞次 少将：1941年（昭和16年）3月1日 - 1942年（昭和17年）8月1日
- 小松崎力雄 少将：1942年（昭和17年）8月1日 - 終戦

### 終戦時の所属部隊
- 独立歩兵第72大隊：馬見塚八蔵少佐
- 独立歩兵第73大隊：重川秋光少佐
- 独立歩兵第74大隊：越山貞次大尉
- 独立歩兵第75大隊：二村銀蔵少佐
- 独立歩兵第76大隊：堀田房吉大佐
- 独立混成第1旅団砲兵隊：高橋啓郎少佐
- 独立混成第1旅団工兵隊：蛭子幸二郎大尉
- 独立混成第1旅団通信隊：大沢宏大尉